# Kurt Stiller
Kurt Stiller (* 13. April 1881 in Guben; † 23. März 1964 in Berlin) war ein deutscher Ingenieur, Arbeitsschutzexperte und Honorarprofessor an der Technischen Universität Berlin.

## Leben
Kurt Stiller studierte an der Technischen Hochschule Berlin und in Hannover. 1906 trat er in die Preußische Gewerbeaufsichtsverwaltung ein und wurde bald darauf als Arbeitsschutzingenieur in bedeutenden Industriegebieten wie dem Niederrhein, Oberschlesien und dem Saarrevier tätig. Im April 1910 legte er die Staatsprüfung als Gewerbeassessor ab.
Nach dem Ersten Weltkrieg war Stiller von 1923 bis 1945, zuletzt als Oberregierungsrat, für das Preußische Ministerium für Handel und Gewerbe sowie für das Reichsarbeitsministerium tätig. 1936 wurde er zum Senatspräsidenten beim Reichsarbeitsministerium ernannt.

## Hochschultätigkeit
Ab dem 1. April 1931 unterrichtete Stiller zunächst als Lehrbeauftragter für Arbeitsschutz und Unfallverhütung an der Technischen Hochschule Berlin. 1935 wurde er zum Dozenten und am 29. April 1936 zum Honorarprofessor für Arbeitsschutz und Unfallverhütung in der Fakultät I für Allgemeine Wissenschaften ernannt. Diese Position hatte er bis 1945 inne.
Vom Sommersemester 1946 bis 1953 war er Honorarprofessor für Arbeitsschutz und Unfallverhütung in der Abteilung Allgemeine Wirtschaftswissenschaften und Rechtskunde der Fakultät I für Allgemeine Ingenieurwissenschaften (ab 1949 Fakultät II, ab 1952 Fakultät VIII für Wirtschaftswissenschaften) an der Technischen Universität Berlin.
Von 1963 bis zu seinem Tod 1964 wirkte Stiller erneut als Honorarprofessor für Arbeitsschutz und Unfallverhütung an der Fakultät VIII für Wirtschaftswissenschaften sowie als Honorarprofessor für Geschichte der Technik an der Humanistischen Fakultät I der Technischen Universität Berlin.

## Mitgliedschaften
Stiller war langjähriges Vorstandsmitglied des Verbandes der Elektrotechnik, Elektronik und Informationstechnik (VDE).

## Auszeichnungen
1956 wurde ihm das Verdienstkreuz 1. Klasse des Verdienstordens der Bundesrepublik Deutschland verliehen.